# Jogos NFT
Jogos NFT são jogos eletrônicos com uma arquitetura que operam completamente ou parcialmente sobre uma rede de criptomoedas, possibilitando que os jogadores tenham posse sobre os objetos virtuais contidos no jogo. Com isso, os jogadores podem trocar esses bens virtuais por criptomoedas, que podem ser posteriormente trocados por dinheiro físico. Esses jogos permitem que os jogadores comprem, vendam ou troquem itens do jogo com outros jogadores, com o editor do jogo cobrando uma taxa de cada transação como forma de monetização. Um subconjunto desses jogos também é conhecido como play-to-earn porque inclui sistemas que permitem aos jogadores ganhar criptomoedas por meio do jogo. O sistema de Blockchain utilizado em criptomoedas traz ao mundo dos jogos digitais vários benefícios para os jogadores, sendo a Ethereum a criptomoeda mais utilizada pelos desenvolvedores de jogos. Essa tecnologia permite que os itens virtuais sejam não-fungíveis (NFT), permutáveis, herdáveis e independentes do servidor do jogo.
Para começar a jogar, o usuário deverá criar uma conta em uma carteira digital como por exemplo a MetaMask, uma das mais famosas no mercado, conectá-la a rede blockchain a qual o jogo usa, comprar a criptomoeda da rede, como por exemplo a Ethereum citada acima, e trocar a moeda pelo token do jogo desejado.

## Aplicações

### Transparência de Regra
Regra é uma das coisas mais importantes de um jogo, já que é a partir dela que tudo é regulamentado e definido. Entretanto, nem todas as regras são transparentes aos usuários, visto que ficam escondidas em um servidor centralizado do jogo. Por exemplo: Quando você deseja conseguir aquele item por meio de loteria e paga um certo valor para tentar consegui-lo. Teoricamente, você deveria ter realmente a chance de consegui-lo desde a primeira tentativa. Porém será que isso acontece? Ou será que você tirou o número do prêmio desejado, mas o jogo o trocou porque era a primeira tentativa? Quem nunca pensou nessa questão?
Devido à transparência inerente aos sistemas de blockchain, utilizados em contratos inteligentes (sistemas de contratos que realizam transações automáticas), essa tecnologia permite que os jogadores ou outras organizações possam auditar as regras do jogo, diferentemente dos sistemas centralizados dos jogos tradicionais que mantinham essas informações escondidas. Isso permite maior confiabilidade na operação dos jogos e promove a garantia que o seu dinheiro investido não seja "roubado" com falsas loterias ou por meio de outras práticas.
Um exemplo de jogo que utiliza esse método é o Satoshi Dice, lançado em 2012, contribuiu com mais da metade das transações de Bitcoins. As regras são simples: em primeiro lugar, os jogadores mandam Bitcoins para o prêmio, que é um endereço neutro em um sistema Blockchain, e colocam sua aposta em um número. Em seguida, o sistema escolhe aleatoriamente um número. Se o número do jogador for maior que o do sistema, o jogador ganha, senão, o jogador perde. Apesar de simples, dessa maneira é possível assegurar ao jogador que ele não está sendo enganado.

### Propriedade dos itens
Em jogos online tradicionais, os créditos, itens, personagens e propriedades virtuais em geral estão ligadas ao servidor do operador do jogo. Já com o blockchain é possível que os jogadores tenham propriedade sobre os itens, já que os ativos ficam ligados ao endereço do jogador, possibilitando o controle e gerenciamento dos itens mesmo caso a operação do jogo termine. Isso permite com que os itens virtuais possuam liquidez no mercado, gerando uma economia em torno dos mesmos, proporcionando modelos de lucro que aumentam o preço dos itens de acordo com a demanda.

### Reutilização dos itens
Como os itens não estão ligados diretamente ao servidor do jogo, eles podem ser utilizados em diversos jogos diferentes, gerando um ecossistema de vários jogos que podem utilizar os mesmos ativos, permitindo com que novos jogos possam importar itens de outros já existentes.

### Conteúdo gerado por usuários
Da mesma forma que os ativos desenvolvidos pelo desenvolvedor possam ser preservados, os conteúdos gerados pelos jogadores também. Isso permite com que os jogadores possam compartilhar os ativos entre jogos e podem encorajar a participação da comunidade na construção de novos conteúdos.

## Segurança
A compra, venda e o uso de um NFT são até hoje operações técnicas pouco compreendidas, podendo implicar riscos para os investidores. Para cada interação com as blockchains, é necessário ter despesas para pagar as pessoas encarregadas de verificar as transações. Conforme explicado em um relatório recente da plataforma especializada Chainalysis, “comprar um NFT recém-criado de uma coleção muito esperada é um processo muito competitivo, com milhares de usuários que se ‘aglomeram’ para comprar em um mesmo momento”.
Neste caso, muitas transações não vingam, mas as despesas ainda precisam ser pagas e às vezes são altas, dependendo do preço das criptomoedas usadas para pagar. Alguns compradores estão determinados a se apossar do ativo e podem usar robôs, que são poderosos aplicativos para repassar as ordens, o que torna a operação ainda mais incerta para um investidor que estreia neste mercado.
Por conta do anonimato que a internet proporciona, muitos golpes (conhecidos no linguajar dos jogadores como "scam") são comuns devido ao interesse gerado pela possibilidade de ganhos, muitas pessoas sem instrução de como proteger seus dados e informações e como esses podem ser roubados acabam perdendo todo o dinheiro investido ao se descuidarem.
Alguns dos métodos mais comuns de golpe são:
1. Sites falsos dos jogos: Também conhecido como clone phishing, consiste basicamente na criação de um site idêntico ao que o jogo utiliza porém com um domínio um pouco diferente e ao tentar acessá-lo, o usuário acaba passando as informações da sua carteira digital para os golpistas, perdendo assim todo seu dinheiro.
2. E-mails falsos: Neste tipo de golpe, os golpistas enviam um e-mail para os jogadores que ganharam algum sorteio, promoção ou algo do tipo, e pedem para que o jogador clique em um link para reivindicar o prêmio e ao clicar o usuário acaba passando as informações da sua carteira digital para os golpistas, perdendo assim todo seu dinheiro. Também trata-se de uma técnica de phishing.
3. Jogos falsos: Os golpistas anunciam um jogo, criam um site, fazem pré-venda dos tokens atraindo os jogadores que se interessaram pela projeto proposto mas ao atingirem seu objetivo de arrecadação, abandonam o projeto com todo o dinheiro arrecadado e nunca mais são encontrados.[5]

## Polêmicas

### Semelhanças com jogos de azar
Com o surgimento de jogos de serviço e gratuitos para jogar (free to play), jogos digitais têm visto um aumento em transações monetárias por itens nos jogos, geralmente interligados com mecânicas de sorte. A troca de dinheiro por uma chance de ganhar algo é a característica principail de jogos de azar, que até então eram tradicionalmente distintos dos jogos digitais, visto que eram atividades com diferentes propostas. Porém, com o avanço de jogos com mecânicas de loot box e gacha, essa distinção começou a ficar menos clara, já que esses sistemas utilizam-se de uma troca de moedas virtuais, obtidas por dinheiro, por uma chance de conseguir um item randômico no meio de vários outros itens com diferentes raridades. A integração dessas mecânicas levanta a questão do impacto psicológico dessas atividades nos jogadores, se pode ser considerado análogo ao de jogos de azar e, consequentemente, que sua regulação seja similar. Embora alguns analistas consideram que o impacto psicológico seja o mesmo, a regulação desses jogos ainda é escassa, visto que legalmente o que se ganha ao "apostar" nesses jogos não traz retorno financeiro.
Os jogos NFT possuem várias similaridades com os jogos gratuitos para jogar que estão causando essa polêmica, especificamente, ambos envolvem moedas virtuais que podem ser compradas com dinheiro de verdade. Psicologicamente, essas moedas virtuais causam um efeito que impede com que os jogadores consigam fazer estimações intuitivas sobre o valor que está sendo de fato gasto em suas transações, levando as pessoas a gastarem mais do que pretendiam devido ao ofuscamento do valor real da moeda. Assim como em jogos gratuitos para jogar, os jogos NFT possuem valores fracionais de suas criptomoedas, geralmente uma unidade da moeda virtual tem uma taxa de conversão não intuitiva e flutuante, tornando a conta não trivial.
O estudo de SCHOLTEN, Oliver James et al levou em conta diversos jogos NFT baseados em Ethereum e utilizaram uma definição combinada de características de jogos de azar para averiguar a similaridade de ambos.

### Características concomitantes entre jogos de azar e jogos NFT
A taxa de conversão é determinada pelo resultado de um evento futuro que é desconhecido no momento da aposta
A aposta é denominada por qualquer atividade em que um pagamento é necessário, como por exemplo no jogo CryptoKitties, a atividade de procriar um novo gato a partir de outros dois existentes, gerando atributos derivados dos "pais". Esse evento futuro que determina o valor do resultado da atividade, podendo ser pago mais ou menos do que o item adquirido.
O resultado do evento futuro é parcialmente baseado no acaso
Geralmente, atividades que geram novos itens são baseadas no acaso, sendo assim a sorte do jogador afeta o valor dos itens adquiridos. Por exemplo, no jogo Axie Infinity, a reprodução de novos monstros depende dos monstros escolhidos pelo jogador, afetando as chances dos atributos do monstro resultante, porém no fim das contas o resultado depende também do acaso.
Uma troca de dinheiro ou objetos de valor financeiro ocorre, tipicamente sem nenhum trabalho produtivo de nenhum dos lados participantes
A procriação de criaturas virtuais nos jogos como CryptoKitties, Axie Infinity e Ethermon requerem um valor a ser pago independentemente de quaisquer encargos previstos no design do jogo. Além desses valores pagos para realizar qualquer ação no jogo, a maioria dos jogos NFT cobram criptomoedas para a compra de tokens para participação no jogo.
Derrotas podem ser evitadas por não participar nas atividades
Devido ao preço flutuante dos tokens dos jogos e a presença de dinheiro real como investimento para participar desses jogos, pode-se dizer que ao não participar no jogo, os jogadores não passam pelo risco de perderem dinheiro.
Dinheiro de verdade pode ser obtido ao sacar os ganhos
Como em qualquer momento o jogador pode trocar seus NFT por criptomoedas que podem ser trocadas por dinheiro de verdade. A maioria dos jogos NFT possuem áreas de comércios em que os usuários podem vender suas criaturas virtuais por criptomoedas, dado a natureza de itens coletáveis desses jogos, essa possibilidade vem já inerente do design desses jogos.

### Regulamentação
Alguns países, como a Coreia do Sul, onde as regulações de jogos de azar são mais severas, proibiram o uso de NFT em jogos com o intuito de gerar retornos financeiros. Essas ações geram um impacto negativo nos jogos, visto que a Coreia do Sul é um gigante mercado, com um grande números de possíveis jogadores. Além da similaridade dos jogos NFT com jogos de azar, o NFT também traz outros impactos negativos na sociedade, como por exemplo o impacto ambiental causado pela certificação dos tokens, questionamentos sobre a estabilidade financeira, acusações de esquemas de pirâmide, além de questões trabalhistas entre jogadores veteranos e novatos. A Valve Corporation baniu a venda de qualquer jogo que utilizam NFT ou blockchain na sua plataforma, a Steam, tentando evitar assim polêmicas com essa nova tecnologia.
A regulamentação da tecnologia de criptomoedas como um todo é uma pauta recente nos governos de vários países, como por exemplo na China onde a mineração foi proibida em setembro de 2021. No Brasil, desde agosto de 2019, todas as transações que envolvem criptomoedas devem ser reportadas para a Receita Federal. Essa prestação de contas é realizada através de agências de câmbio, enquanto as operações realizadas no exterior, a pessoa que está realizando o investimento tem como responsabilidade declarar transações que superem o valor de R$ 30 mil por mês em prol da arrecadação de impostos caso os mesmos ultrapassem a quantia de R$ 35 mil. Ademais, os brasileiros realizaram movimentações que totalizaram R$ 127 bilhões em criptomoedas no ano de 2020, segundo a Receita Federal. Nesse período, transações com moedas virtuais foram reportadas por 445 mil pessoas físicas e cerca de 6 mil pessoas jurídicas.

## Economia
Por conta da pandemia do novo coronavírus, milhões de pessoas ao redor do mundo tiveram suas fontes de renda afetadas. Principalmente em países nos quais sua população em sua maioria é pobre, como por exemplo Venezuela, Brasil, Filipinas, China, entre diversos outros. Dessa forma, o mercado de jogos NFT atraiu o interesse de diversas pessoas que, a partir de um investimento, conseguiram começar a ter uma renda mensal para passar por esse momento difícil da humanidade. Um caso notório é o das Filipinas, no meio da pandemia muitos cidadão filipinos começaram a jogar o jogo Axie Infinity, tornando-se a maior base de jogadores do jogo, chegando até aproximadamente 40% dos jogadores totais do jogo.
Devido ao alto nível de instabilidade do mercado de criptomoedas, novos jogos recém lançados muitas vezes são alvos dos traders pois normalmente os tokens dos jogos ao serem lançados são muito baratos e quando chegam no conhecimento dos jogadores tendem a ter valorizações rápidas e expressivas. Assim, muitos traders ganham muito dinheiro apenas comprando os tokens e aguardando poucos dias. Geralmente logo após essas grandes altas nos valores dos tokens, em sua maioria o preço volta ao normal ou cai tanto que novos jogadores perdem o interesse fazendo com que o jogo "morra".
Enquanto isso, na Venezuela e nas Filipinas, há relatos que as moedas utilizadas no Axie Infinity começaram a ser aceitas como meio de pagamento corrente.

## Comércio dos Jogos

### Como comprar NFTs
Como você pode imaginar, alguns NFTs são disponibilizados apenas em algumas plataformas específicas. Por exemplo, se você quiser comprar os NFTs do NBA Top Shot, precisará de uma conta no marketplace da plataforma e uma carteira digital da Dapper e alocar fundos com a stablecoin USDC, ou utilizar as opções de depósito com moedas fiduciárias que sejam aceitas pela plataforma. Você também terá que esperar pelo anúncio da data de lançamento e tentar a sorte para comprar antes que esgotem.
Conjuntos e lançamentos exclusivos estão se tornando cada vez mais comuns como um método de vender NFTs escassos para uma audiência de compradores com um grande apetite por colecionáveis. Tais lançamentos normalmente necessitam que o usuário se cadastre e aloque fundos em sua carteira digital com antecedência para que não perca a oportunidade de compra. NFTs do gênero podem esgotar em segundos, então você precisa estar com tudo pronto.

### Como vender NFTs
Para efetuar a venda você só deverá adicionar seus ativos digitais no marketplace e habilitá-los manualmente para a venda. Caso alguém deseje fazer a compra, o valor será automaticamente direcionado para a sua carteira digital.
Vale ressaltar que você não precisa esperar que alguém encontre os seus ativos por acaso. Você está totalmente livre para fazer a divulgação deles dentro da Internet.

## Jogos mais famosos

### Mafagafo NFT
Mafagafo NFT e um jogo desenvolvido por uma equipe brasileira que tem a origem do nome no famoso trava línguas. Para jogar, o jogador precisa comprar uma caixa utilizando o token do jogo chamado MafaCoin desta caixa o jogador recebera um Mafagafo (o NFT do jogo) utilizando o boneco comprado o jogador já pode começar a jogar. A jogabilidade consiste basicamente em um Fall Guys onde o jogador que chegar em primeiro lugar recebera mais tokens do jogo.
O jogo chamou muito a atenção do publico brasileiro não só pelo fato de seus desenvolvedores serem brasileiros mas também por suas ações de marketing que contaram com diversos influenciadores tanto do mundo dos NFTS quanto de outros nichos. Outro fator que contribui com a boa reputação do jogo foi um incidente que ocorreu durante o IDO (lançamento do token no mercado) após alguns erros no lançamento, os desenvolvedores prontamente se certificaram a devolver os tokens dos compradores na pré-venda e relançar o token no seu devido valor

### Axie Infinity
Um jogo de cartas de estratégias aonde você deve adquirir no mínimo três criaturas NFT para começar a jogar, nomeados de Axis. Possui um modo aventura e Jogador contra Jogador. A cada vitória você recebe a moeda do jogo, chamada de SLP. Foi um dos primeiros jogos NFT que contou com jogabilidade, onde sua habilidade e estratégia poderiam te render mais moedas, por conta disso ficou extremamente famoso. Além disso, familiarizou o conceito conhecido como "Escolinhas", onde um comprador pagaria pelos NFTs Axis e contrataria jogadores por uma porcentagem do ganho nas batalhas, já que um mesmo jogador não pode jogar em mais de uma conta ao mesmo tempo.

### Bomb Crypto
Um jogo no qual você usa o token conhecido como BCoin ou Bombercoin, para comprar os personagens NFTs de forma aleatória, os personagens são divididos em diversas raridades, isso influencia diretamente em quanto você ganha e no retorno do tempo do seu investimento, logo, baseia-se em sorte. É um jogo 2D automático, aonde seus personagens andam num mapa parecido com Bomberman, explodindo caixas para ganhar a Bcoin. A tarefa do jogador é somente colocar os personagens para trabalhar e descansar.

### Plant vs Undead (PVU)
O PVU se baseia na compra de plantas NFTs, onde cada uma delas são capazes de atacar mortos-vivos. O jogo é um ótimo exemplo sobre a instabilidade deste tipo de jogo, pois passou por diversos problemas de servidores, desde ataques de hackers, que geraram diversos tokens, até erros administrativos que limparam o inventário de NFTs dos jogadores. Com estes incidentes, a moeda do jogo despencou para menos de centavos.

### CryptoCars
Mais um exemplo sobre o perigo e a instabilidade, a Certik, uma das maiores empresas de verificação de Blockchains, acusou o CryptoCars e outros jogos da mesma empresa de serem um "scam", fazendo a moeda despencar. Alguns dias depois, a Certik voltou atrás, confirmando que não era o caso, porém, o estrago já tinha sido feito. Por falta da confiança na moeda e nos desenvolvedores, a moeda CCar, o token do jogo, acabou quebrando, por conta da maioria dos jogadores terem desistido e vendidos seus NFTs do jogo.

### CryptoKitties
CryptoKitties é um jogo de simulação sobre criação, coleta e comércio de gatinhos, que são tokens ERC-721(Os tokens ERC-721 da rede Ethereum baseiam sua existência e operação no aprimoramento da escassez digital para aproveitar o efeito criado por edições limitadas de produtos) indivisíveis e únicos. As operações em CryptoKitties, como venda e criação, são funções implementadas nos contratos inteligentes. O jogo tem uma interface de aplicativo da web para ajudar os jogadores a interagir melhor com Ethereum. Como um dos jogos de blockchain mais famosos foi lançado em novembro de 2017, causou grande sensação: os gatinhos mais raros valem mais de um milhão de dólares. O jogo criou um recorde de 40.000 usuários ativos em um dia bloqueando assim a rede Ethereum. Até o segundo ano de abril, o total volume de negócios atingiu 43.067,04 ETH, que é cerca de 200 milhões dólares. No entanto, tem muitos inconvenientes. O ponto mais criticado do jogo é a experiência de um jogo ruim. Muitas pessoas o consideram algo alternativo relacionado a blockchain em vez de um jogo. Além disso, sua jogabilidade é limitada: "até o Tetris é mais divertido do que o CryptoKitties". De acordo com as estatísticas recentes de DAppRadar16, o volume de transações caiu para apenas 1% do valor de pico, apenas 4.000 dos 720.000 "gatinhos"(Kitties) raros foram vendidos e menos de 1.000 jogadores permanecem ativos.

### KittyRace
KittyRace é um jogo que reutiliza os ativos do CryptoKitties. Ele permite que os proprietários de CryptoKitties corram com seus gatinhos uns contra os outros disputando por ETH. De acordo com o whitepaper(informações do jogo), a batalha entre gatinhos é determinada por três jogadas de dados digitais: uma jogada aleatória comprovadamente justa, composição genética e posição. O primeiro é puramente aleatório, o segundo é determinado por atributos específicos dos gatinhos dos jogadores e o terceiro é afetado pela ordem em que o jogador se juntou a corrida(os dois primeiros gatinhos a entrar levam uma pequena vantagem). A corrida será iniciada chamando o contrato inteligente KittyRace após os jogadores pagarem sua taxa de inscrição. O jogador que executar o contrato será reembolsado na forma de 10% do valor Taxa inicial.

## Termos mais utilizados

### Whitelist
A "lista branca" concede acesso exclusivo ou antecipado para a compra de alguma criptomoeda, recurso ou arte digital. Entretanto, essa lista permite apenas que as carteiras cadastradas consigam participar de leilões ou vendas privativas. A wihtelist é importante, pois ajuda a mensurar o quão esperado é aquele projeto. Se for bem-sucedida, a disputa pela entrada costuma ser alta, por isso garantir a participação nela assegura o direito ao comprador de cunhar NFTs em datas e horas especificadas previamente

### Cunhar
É o nome dado ao processo de transformar algo em um NFT, ou seja, codificá-lo e colocá-lo na blockchain. No entanto, nos jogos, dificilmente você vai criar alguma coisa do zero e transformá-la em NFT, mas na maioria da vezes vai comprar algo já existente (um personagem, uma skin, por exemplo) e cunhar - que é exatamente o que foi explicado acima.

### ROI
Muito comum em finanças, esse termo significa o "retorno sobre o investimento", ou seja, é a relação entre a quantidade de dinheiro ganho e a quantidade do dinheiro investido. Resumindo, a função do ROI é verificar se vale ou não a pena investir em determinado produto ou serviço. Como a maioria dos jogos NFT dependem de um investimento para o usuário estar apto a começar a jogar, o cálculo de ROI é quase sempre utilizado pelos jogadores.

### Payback
Termo parecido com o ROI, entretanto, possuem diferenças. O payback verifica o prazo decorrido entre o investimento e o momento no qual o capital acumulado se iguala ao valor que foi investido. Em outras palavras, calcula o tempo de retorno do investimento.

### Tiro
É uma expressão utilizada pelos jogadores de NFT para se referir a quando vão "abrir" alguma caixa, pacote ou comprar algum personagem nos jogos. Exemplo: para começar a jogar um determinado jogo, você precisa comprar uma caixa e abri-la para resgatar seus personagens aleatoriamente, por isso, normalmente é utilizada a palavra “tiro” para se referir a esse tipo de ação.

### Gas
Dependendo da plataforma, pode existir uma taxa para realizar determinada função na rede. Essa taxa é chamada de Gas. O seu preço varia de acordo com o volume de movimentações na rede, ou seja, quanto maior o número de pessoas realizando transações em determinado horário, mais caras serão as taxas de Gas.
Por exemplo: Se você quiser criar um NFT no blockchain da Ethereum, terá que pagar essa taxa (Gas).

### Scam
"Scam" vem do termo fraude ou golpe e pode ser qualquer esquema de ação enganosa ou fraudulenta que, normalmente, tem como finalidade obter vantagens financeiras. Diversos jogos são considerados “scams” porque são feitos por pessoas que desejam apenas enganar os usuários e conseguir roubar seu dinheiro.

### Token
O token é um código numérico para oferecer segurança em acessos digitais. Ele é muito confundido com criptomoedas, mas é diferente. Ele é o registro de um ativo em formato digital, e fica em uma blockchain de alguma criptomoeda para representar um determinado ativo financeiro ou uma utilidade.
A grande diferença entre token e criptomoeda é que o token precisa de uma plataforma para ser utilizada, já as criptomoedas são moedas digitais, que se utilizam da criptografia e precisam de uma plataforma própria para existir como moeda virtual
Basicamente, uma criptomoeda é nativa e funciona em sua própria rede blockchain, enquanto o token funciona na rede blockchain de uma criptomoeda. Por exemplo, o bitcoin opera e funciona na blockchain do bitcoin, ether opera e funciona na blockchain Ethereum. Os tokens, por sua vez, são criados em blockchain existentes.
Uma outra diferença importante entre criptomoedas e tokens é que as criptomoedas geralmente são usadas para substituir o dinheiro físico. Já os tokens, por serem uma representação digital de um ativo, não precisam ser utilizados apenas como forma de pagamento. O valor de um token estará atrelado ao tipo de ativo que ele representa, como participações em empresas, valores mobiliários, tokens de antecipação de recebíveis, mecanismo de solidariedade e muitos outros.